# Barelwī-Bewegung

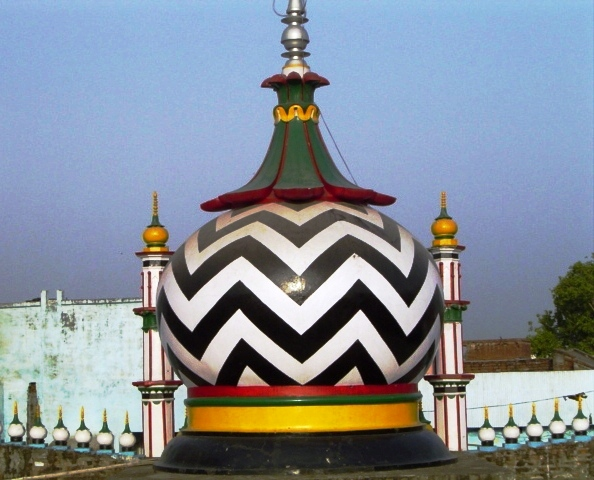
Mausoleum von Ahmed Raza Khan, dem Gründer der Barelwī-Bewegung

Die Barelwī-Bewegung (Urdu بَریلوِی Barelvi) ist eine orthodox-sunnitische Bewegung des Islams in Südasien, die sich im späten 19. Jahrhundert unter dem paschtunischen Qādirī-Gelehrten und Anführer Ahmad Riza Khan Barelwi (1856–1921) auf dem indischen Subkontinent formierte. Ihr Name rührt von der nordindischen Stadt Bareilly her, von wo sie ausging. Sie sind strenge Anhänger der hanefitischen Rechtsschule. Von den Sunniten Pakistans, die 75 bis 80 Prozent der Bevölkerung des Landes ausmachen, sind ca. 70 Prozent Barelwīs. Die Barelwīs sind auch außerhalb des südasiatischen Raumes tätig und betreiben etwa die Medina-Moschee in Sheffield.

## Lehre
Die Barelwi-Bewegung bezeichnet sich selbst als Ahl-e Sunnat wa Jama'at und verfolgt eine Ausrichtung des eigenen Lebens nach den Vorgaben des Propheten. Wichtige Quellen sind deshalb der Koran und die Hadithliteratur. Hinzu kommen die Fatawa-Sammlungen von Ahmed Raza Khan.
Sie stützt sich stark auf Inhalte des Sufismus (z. B. ontologischen Monismus Ibn Arabis) und Glaubensformen des Volksislam und steht in Opposition zur puristischen und islamistischen Deobandi-Bewegung, der zweiten einflussreichen muslimischen Gruppierung in Südasien. Anders als die Deobandis mit ihren Medresen stützt sie sich mehr auf Pirs (Volksheilige) und deren Dargahs. Die Opposition zu den Deobandis lässt sich auch auf die unterschiedliche philosophische Begründung zurückführen. Die Barelwis folgen durch die sufische Tradition der alten Lehre Muhyī d-Dīn Ibn ʿArabīs von der ,Einheit des Seins' (Wahdat al-wudschūd). Die Deobandis neigten durch ihre Nähe zu den Nakschibendi zur Lehre Ahmad Sirhindīs (1564–1624) von der ,Einheit der Schau' (Wahadat al-schuhūd). Durch den Seinsmonismus in der Lehre Ibn ´Arabīs ist die Stellung Mohammads als Mittler und die Bedeutung der Scheichs als weitere vermittelnde Instanzen im Sufismus begründet.  Die Barelwis stehen somit, obwohl in Opposition zu den Deobandis, in der Tradition der südasiatischen Madrasa (besonders der Farangi Mahall), zu deren Curriculum bis ins frühe 18. Jahrhundert auch die Ideen des Sufismus (Neuplatonismus) zählten.

## Glaubensauffassung bezüglich Mohammed und Praktiken
Sie forderte eine „ähnliche Abgrenzung der islamischen Gemeinschaft von der Umwelt wie die Deobandis […] Sie bezweckt die Stärkung des Islam bei einfachen Leuten durch die Propagierung der Scharia durch angesehene Mittler wie die Scheichs der Sufiorden. Sie betrachtet den Propheten Mohammad als übernatürliches Wesen. Ihr populärer Pietismus, der gar nicht so weit vom Hinduismus entfernt ist, ruht auf seiner Quasivergöttlichung. Mohammed bildet die Identität der Gruppe, seine Beleidigung ist gleich eine Beleidigung der Gruppe.“ Die Barelwi-Glaubensauffassung über den islamischen Propheten Mohammed führt folgende Punkte auf:
- Er ist nuri baschar: Ein Mensch (baschar), erschaffen aus Gottes Licht (nur), er bestehe nicht aus Fleisch und Blut, sondern aus Licht.[9] Deshalb wirft er selbst auch keinen Schatten.
- Er ist hazir: An mehreren Orten zur gleichen Zeit. Wo er erscheint und in welcher Gestalt (körperlich oder geistig), entscheidet er allein. Seine Gegenwart bringt Segen (baraka). Sie ist besonders stark an seinem Grab und zu seinem Geburtstag.
- Er ist nazir: Zeuge über alles, was in der Welt passiert.
- Er ist ilm-e-Ghaib: Er hat Wissen über das Unbekannte, Verborgene und die Zukunft.
- Er ist muchtaar kul: Er besitzt die Autorität, zu tun, was er will.[10]
- Er ist habib: von Allah geliebt. Diese Liebe geht so weit, dass Allah die Welt für ihn erschuf.[11]

Aufgrund dieser Sicht auf den Mohammed als übermenschliches Wesen, als ersten und letzten Propheten, ohne dessen Vermittlung es keine Erkenntnis Allahs gibt, wird Respekt und strikter Gehorsam seiner Anweisungen gefordert.
Das Feiern des Mawlid an-Nabi, also des Geburtstags des Propheten, das Bauen von Mausoleen und das Erbitten von Fürsprache bei Heiligen (Auliya), Propheten und Pirs gehören zur gängigen Praktik bei der Barelwi-Bewegung.
Ahmad Riza hatte äußerst hierarchische Vorstellungen hinsichtlich der spirituellen Sphären: An oberster Stelle stand die Nähe zu Gott, an Nächster der Prophet und zuletzt der Sufimeister.
Durch diese Instanzen ist dem Gläubigen ein direkter Zugang zu Gott nicht möglich, sodass sich hieraus Mohammeds Heils- und Erkenntnismittlerschaft ergibt. In der Barelwi-Bewegung werden sowohl Auslegungstradition als auch Spiritualität über Instanzen vermittelt: das äußere Wissen um die rechte Auslegung des Koran und der Hadith-Literatur geschieht durch autorisierte Lehrer (Rechtsschulengelehrte) und ihre über Generationen fortgeführte Weitergabe. Gleiches gilt für die Spiritualität, die von Mohammed, über die Pirs (spirituelle Meister im Sufismus) dem Gläubigen vermittelt wird. Mittels dieser Kette hat der Gläubige Anteil an der spirituellen Leitung der lebenden Pirs, deren Vorgängern (Mausoleen) und somit an deren Verbindung zu Mohammed selbst, der Emanation Gottes.

## Politische Opposition
Seit ihrer Gründung stehen die Barelwis in Opposition zu den Deobandi. Gelehrte Deobands erklärten die Glaubensauffassung der Barelwis über Mohammed für unzulässig, Mohammed sei von den Barelwis vergöttlicht worden, was den Tatbestand des Schirk erfülle. Das Erbitten von Fürsprache erklärten sie ebenfalls für schirk, auch das Feiern des Maulid an-Nabi sei unzulässig. Der Deobandi-Gelehrte Aschraf Ali Thanwi bezeichnete diese Praktiken und Glaubensauffassungen als schirk, Bidʿa und Kufr.
Als Reaktion wurde er in einer Fatwa des Barelwi-Führers Ahmed Riza Khan aus dem Jahre 1900, zusammen mit anderen Deobandi-Ulema zu Ungläubigen erklärt, da sie u. a. keine „Liebe für den Propheten“ empfinden, den Propheten beleidigt haben und dadurch kufr begangen haben sollen. So seien auch alle Menschen, die die Deobandis nicht zu Ungläubigen erklären (den takfir sprechen) und diese so ansehen, ebenfalls Ungläubige. In der Fatwa wird er mit Muhammad ibn Abd al-Wahhab, Ibn Tejmijja und Mirza Ghulam Ahmad verglichen. Zu weiteren Gegnern der Barelwis zählen alle Strömungen der Salafisten, wie die Wahhabiten aus Saudi-Arabien, die Ahl-e-Hadith in Pakistan, der Jamaat-e-Islami und der Moslembruderschaft.